# Las Playas, Gómez Palacio
Las Playas är en ort i Mexiko.   Den ligger i kommunen Gómez Palacio och delstaten Durango, i den centrala delen av landet, 800 km nordväst om huvudstaden Mexico City. Las Playas ligger 1 122 meter över havet och antalet invånare är 189.
Terrängen runt Las Playas är platt åt nordost, men åt sydväst är den kuperad. Runt Las Playas är det tätbefolkat, med 308 invånare per kvadratkilometer. Närmaste större samhälle är Gómez Palacio, 19,6 km söder om Las Playas. Omgivningarna runt Las Playas är i huvudsak ett öppet busklandskap.